# Xenusion
A Xenusion auerswaldae egy kihalt faj, feltehetően az ízeltlábúak vagy a bársonyférgek ősi rokonságából. Az első példányokat jégkorszaki üledékekből ismerjük, amiket a gleccserek a svéd kalmarsundi homokkőből vittek Németországba. Ez a homokkő az alsó kambriumban rakódott le, pontosabban a felső Tommoti és az alsó Atdabai időszak között. A megtalált példányok nem különösebben jól őrződtek meg. Az öregebbnek vékony, tagolt, mintegy 10 cm-es teste van. A test minden szegmensének alján benyomódás található, kivéve a leghátsót. Az állatka farka hagymaszerűen kiszélesedő, előtte pedig minden egységhez egy-egy pár elkeskenyedő, pufók láb tartozott, akárcsak a bársonyférgeknek, bár a Xenusia lábai végén nincs karom. A test összesen kilenc tagból áll. A test minden egyes kiemelkedésén egy-egy gerinc van, valamint a lábak gyűrűs kapcsolódásánál keresztirányban húzódó vonalak. Egyes szegmensek lába hiányoznak, valószínűleg nem őrződtek meg. A kutatók valószínűsítik, hogy a fej hiányzik, vagy nagyon rosszul őrződött meg. Ha valóban a bársonyférgek rokonáról van szó, akkor ez a legősibb ismert példány egy modern, mobilizációra képes állatról.
A maradványokban egy hosszú szívószervnek tűnő alkatrész is látható, de ez valószínűleg a fosszilizálódás következtében jelent meg.
Tarlo a Xenusia példányokat az Ediakara időszak páfrányállatai közé sorolta, ezt McMenamin ábrázolta is. Feltéve, hogy a jószág tényleg egy tömlőlábú, a teste nagyjából 20 centiméteres lehetett. A Treatise on Invertebrate Paleontology O kötetében lévő fénykép alapján az eredeti értelmezést valószínűsíthetjük. A Xenusiid csoport további tanulmányozása lezárhatja a Rangeomorphák közé tartozás lehetőségét.

## Fordítás
- Ez a szócikk részben vagy egészben  a   Xenusion című angol Wikipédia-szócikk ezen változatának fordításán alapul.  Az eredeti cikk szerkesztőit annak laptörténete sorolja fel. Ez a jelzés csupán a megfogalmazás eredetét és a szerzői jogokat jelzi, nem szolgál a cikkben szereplő információk forrásmegjelöléseként.